# Bertha Morris Parker
Bertha Morris Parker (Rochester u Illinoisu 7. veljače 1890. – 14. studenog 1980.) autorica prirodoslovnih knjiga, od kojih je kod nas najpoznatija Riznica prirode. Profesorica na Sveučilištu Chicago.

## Djela
Najpoznatije je djelo Berthe Morris Parker "Riznica prirode" iz 1952. godine, u Hrvatskoj objavila Školska knjiga 1968. godine, preveo Rene Lui.

### Ostala djela
Popis ostalih djela Berthe Morris Parker
| 1925. Tečaj proučavanja prirode i znanosti na sveučilištu (The Course In Nature Study And Science In The University) 1925. Knjiga biljaka (The Book Of Plants) (s Henryjem C. Cowlesom) 1928. Knjiga o elektricitetu (The Book Of Electricity) 1931. An Introductory Course In Science In The Intermediate Grades 1938. Tijek godine (Around The Year) 1938. Ptičje zagonetke 1938. Vrijeme za igru (Playtime) 1939. Poučavanje znanosti u osnovnoj i srednjoj školi 1939. Praznične priče (Holiday Stories) 1939. Razigrani ljubimci (Playful Pets) 1941. Naš ocean zraka 1941. Živi svijet (Living Things) 1941. Svjetlo (Light) 1941. Kukci i njihovo ponašanje (Insects And Their Ways) 1941. Društvena uređenja kukaca (Insect Societies) 1941. Vatra - prijatelj i neprijatelj (Fire - Friend And Foe) 1941. Ribe (Fishes) 1941. Cvijeće, voće i sjemenje (Flowers, Fruits, And Seeds) 1941. Vrt i njegovi prijatelji (The Garden And Its Friends) 1941. Nebo iznad nas (The Sky Above Us) 1941. Kukci kao prijatelji i neprijatelji (Insect Friends And Enemies) 1941. Sjemenje i putovanje sjemenja (Seeds And Seed Travels) 1941. Vatra (Fire) 1941. Najbliži susjed Zemlje (The Earth's Nearest Neighbor) 1941. Zemlja (The Earth) 1941. Oblaci, kiša i snijeg (Clouds, Rain, And Snow) 1941. Ptice (Birds) 1941. Onkaj Sunčeva sustava (Beyond The Solar System) 1941. Ravnoteža u prirodi (Balance In Nature) (s Ralphom Buchsbaumom 1941. Pitaj prognostičara (Ask The Weatherman) 1941. Jučerašnje životinje (Animals Of Yesterday) 1941. Putovanja životinja (Animal Travels) (s Thomasom Parkom) 1941. Zrak oko nas (The Air About Us) 1941. Ponašanje vremena (The Ways Of The Weather) 1941. Drveće (Trees) 1941. Sunce i njegova obitelj (The Sun And Its Family) 1941. Priče iščitane iz kamenja (Stories Read From The Rocks) 1941. Pauci (Spiders) 1942. Magneti (Magnets) 1942. Život kroz doba (Life Through The Ages) 1942. Sila teže (Gravity) 1942. Vrućina (Heat) | 1942. Promjenjiva površina Zemlje (The Earth's Changing Surface) 1942. Životinje morske obale (Animals Of The Seashore) 1942. Gmazovi (Reptiles) 1942. Ti kao stroj (You As A Machine) (s M Elizabeth Downing) 1942. Punoglavci i žabe 1942. Toplomjeri, vrućina i hladnoća (Thermometers, Heat, And Cold) 1943. Tlo (Soil) 1944. Strojevi (Machines) 1944. Vrt u zatvorenom (Garden Indoors) 1944. Znanstvenik i njegov pribor (The Scientist And His Tools) 1944. Očuvanje našega svijeta divljine (Saving Our Wildlife) 1944. Elektricitet 1944. Nesamostalne biljke (Dependent Plants) 1944. Životinje koje poznajemo (Animals We Know) 1944. Biljne tvornice (Plant Factories) (s Orlinom D Frankom) 1944. Suradnja biljaka i životinja (Plant And Animal Partnerships) 1944. Od čega je što (What Things Are Made Of) 1944. Voda (Water) 1944. Zvuk (Sound) 1946. Održavanje zdravlja (Keeping Well) (s M Elizabeth Downing) 1946. Jela (Foods) 1946. Prilagođavanje okolišu Adaptation To Environment) 1947. Kako smo građeni How We Are Built (s M Elizabeth Downing) 1947. Znanost gradnje (The Science Of Building) 1948. Jesen je stigla (Fall Is Here) 1948. Zima je stigla (Winter Is Here) 1948. Ljeto je stiglo (Summer Is Here) 1948. Proljeće je stiglo (Spring Is Here) | 1949. Lišće (Leaves) 1949. Šestonožni susjedi (Six-Legged Neighbors) 1949. Pripitomljene biljke (Domesticated Plants) (s Illom Podendorf) 1949. Pripitomljene životinje (Domesticated Animals) (s Williamom S Weichertom) 1949. Zdravlje zajednice Community Health (s M Elizabeth Downing) 1949. Ptice u vašem dvorištu (Birds In Your Backyard) 1949. Svijet životinja Animal World (s Illom Podendorf) 1949. Svijet biljaka (Plant World) (s Illom Podendorf) 1949. Igračke (Toys) 1952. Znanstvena iskustva (Science Experiences) 1952. Materija i molekule (Matter And Molecules) 1952. Praznovjerje ili znanost (Superstition Or Science) 1952. Zalihe vode i kanalizacijski otpad (Water Supply And Sewage Disposal) 1952. Riznica prirode (The Golden Treasury Of Natural History) 1956. Zlatna knjiga znanosti (The Golden Book Of Science) 1957. Materija, molekule i atomi (Matter, Molecules, And Atoms) 1958. Duboko modro more (Deep Blue Sea) (s Kathleen N Daly) 1959. Zlatna enciklopedija (The Golden Book Encyclopedia) (ur) 1959. Gledajte kako rastu (Watch Them Grow Up) 1959. Šljunak i morske školjke (Pebbles And Sea Shells) 1959. Kako životinje dolaze do hrane (How Animals Get Food) 1959. Svakodnevni atom (The Everyday Atom) (s Jane Watson) 1961. Rakete i projektili (Rockets And Missiles) 1961. Sateliti i putovanje u svemir(Satellites And Space Travel) 1962. Zlatna knjiga činjenica i brojki (The Golden Book Of Facts And Figures) 1963. Znanstvena iskustva (Science Experiences) 1963. Čuda znanosti (Wonders Of Science) |